# Río Quijos
Río Quijos är ett vattendrag i Ecuador.   Det ligger i provinsen Napo, i den centrala delen av landet, 130 km öster om huvudstaden Quito.